# Merluccius patagonicus
Merluccius patagonicus är en fiskart som beskrevs av Lloris och Jesús Matallanas 2003. Merluccius patagonicus ingår i släktet Merluccius och familjen kummelfiskar. Inga underarter finns listade i Catalogue of Life.